# Burmeistera brighamioides
Burmeistera brighamioides är en klockväxtart som beskrevs av Thomas G. Lammers. Burmeistera brighamioides ingår i släktet Burmeistera och familjen klockväxter.
Artens utbredningsområde är Ecuador. Inga underarter finns listade i Catalogue of Life.